# Кефовер, Эстес
Ке́ри Э́стес Кефо́вер (род. 26 июля 1903, Мадисонвилл, Теннесси, США — 10 августа 1963, Бетесда, Мэриленд, США) — американский политик из штата Теннесси. Избирался в Палату представителей с 1939 по 1949 год и Сената США с 1949 года до своей смерти в 1963 году от Демократической партии.
Был председателем т.н. «Комитета Кефовера» — специального комитета Сената США по расследованию организованной преступности. Он дважды добивался выдвижения своей кандидатуры на пост президента США на президентских праймериз Демократической партии 1952 года, на которых победил, хотя и не был выдвинут, и на праймериз 1956 года, где был выдвинут на должность вице-президента в паре с Эдлаем Стивенсоном на должность президента соответственно, для которого это было уже повторное выдвижение.

## Ранняя жизнь

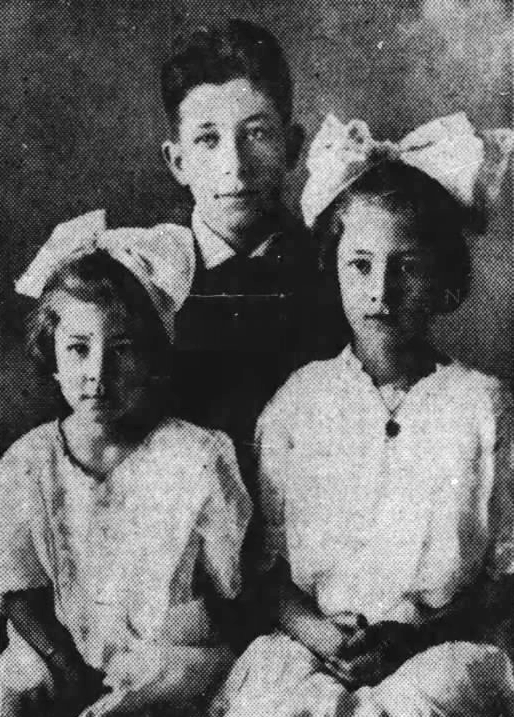
Эстес Кефовер в возрасте 10 лет с двумя его сестрами

Кэри Эстес Кефовер родился в Мадисонвилле, штат Теннесси, сын местного торговца скобяными товарами Роберта Кука Кефовера и его жены Фредонии Брэдфорд Эстес. Кефовер познакомился с политикой в раннем возрасте, когда его отец занимал пост мэра их родного города. Позднее старший Кефовер будет активно и с энтузиазмом помогать в кампаниях своего сына вплоть до своей смерти в 1958 году в возрасте 87 лет.
Кефовер учился в Университет Теннесси и получил степень бакалавра искусств в 1924 г. Он был защитником в футбольной команде университета. Он преподавал математику и тренировал футбольную команду в средней школе в Хот-Спрингс, Арканзас в течение года, а затем поступил в Йельский университет, где в 1927 году получил степень бакалавра права с отличием.
Кефовер практиковал право в Чаттануге в течение следующих двенадцати лет, начав с фирмы Cooke, Swaney & Cooke, а в конечном итоге став партнером в Sizer, Chambliss & Kefauver.
В 1935 году он женился на Нэнси Пиготт (родилась 21 января 1911 года в Хеленсборо, Дамбартоншир, Великобритания), дочери британско-американского инженера сэра Стивена Пиготта, с которой он познакомился во время ее визита к родственникам в Чаттануге. Выпускница Школы искусств в Глазго с многообещающей карьерой художницы, она изменила направление своей деятельности после замужества и усердно и эффективно работала на избирательных кампаниях своего мужа. Супруги воспитали четверых детей, один из которых был приемным. Миссис Кефовер скончалась 20 ноября 1967 года.
Вдохновленный своей ролью адвоката в газете «Chattanooga News», Кефовер заинтересовался местной политикой и в 1938 году баллотировался в Сенат Теннесси. Он проиграл, но в 1939 году два месяца проработал комиссаром по финансам и налогам при новоизбранном губернаторе Прентисе Купере. Когда в 1939 году скончался конгрессмен Сэм Д. Макрейнолдс из 3-го избирательного округа Теннесси, в который входил Чаттануга, Кефовер был избран его преемником в Палате представителей.

## Политическая карьера

### Палата представителей США

Кефовер в начале политической карьеры

Кефовер избирался на пять сроков в Палату представителей от Демократической партии. Как член Палаты представителей во время президентства Франклина Рузвельта, Кефовер отличался от других демократов в делегации Конгресса от штата Теннесси, большинство из которых были консерваторами, тем, что стал стойким сторонником Нового курса. Как пример, он поддержал спорное «Управление долины Теннесси» (TVA) и был наиболее известен своим успешным противодействием попыткам сенатора от Теннесси Кеннета Маккеллара получить контроль над данным управлением.
Как член Палаты представителей, «Кефовер начал проявлять озабоченность растущей концентрацией экономической власти в Соединенных Штатах», сосредоточив большую часть своих законодательных усилий на реформе Конгресса и антимонопольных мерах. Кефовер также возглавлял Специальный комитет Палаты представителей по малому бизнесу, который в 1946 году расследовал экономическую концентрацию в деловом мире США. В том же году Кефовер также внес законопроект, направленный на устранение лазеек в Законе Клейтона об антимонопольной деятельности.
В статье, опубликованной в мае 1948 года в журнале «American Economic Review», Кефовер предложил:
- Выделить больше персонала и средств для Антимонопольного отдела Министерства юстиции США и Федеральной торговой комиссии.
- Принять новый закон, облегчающий преследование крупных корпораций.
- А также рекомендовал более широко информировать общественность об опасности монополий.

Расследование Кефовера о влиянии телевидения на подростковую преступность в середине 1950-х годов привело к ещё более масштабному изучению этой проблемы в начале 1960-х. Новый этап расследования был инициирован в связи с растущей обеспокоенностью общества уровнем ювенальной преуступности (преступности среди несовершеннолетних) и возможной связью этого явления с демонстрацией насилия в телепередачах.
Прогрессивные взгляды Кефовера по этим вопросам привели его к прямому противостоянию с Э. Х. Крампом — бывшим конгрессменом, мэром Мемфиса и лидером Демократической партии штата, когда Кефовер решил баллотироваться в Сенат США от демократов в 1948 году. Во время праймериз Крамп и его сторонники обвинили Кефовера в симпатиях к «розовым и коммунистам», назвав его «хитрым, как енот». В ответ на эти обвинения Кефовер выступил по телевидению в Мемфисе, надев шапку из енотовой шкуры, и с гордостью заявил:
«Может, я и ручной енот, но уж точно не ручной енот босса Крампа!»
Кефовер был уникальной фигурой в политике Теннесси благодаря своим откровенно либеральным взглядам, которые привели к формированию постоянной оппозиции против него в штате. Успех Кефовера, несмотря на данную его позицию, во многом объяснялся поддержкой местной газеты «Nashville Tennessean» — последовательно либеральной газеты, ставшей центром антикрамповских настроений в Теннесси. В его избирательный округ входили многие влиятельные граждане, чьи взгляды были значительно менее либеральными, чем его собственные, но которые ценили его честность.
Чтобы выиграть выборы в Сенат, Кефовер победил действующего Тома Стюарта на праймериз Демократической партии в 1948 году. Кефовера поддерживал влиятельный редактор Эдвард Дж. Миман из «Memphis Press-Scimitar», который долгое время боролся с политической машиной Крампа за ее коррупцию и контроль над политикой Мемфиса.
Несмотря на сопротивление политической машины Крампа, Кефовер выиграл номинацию от Демократической партии, что в те времена фактически гарантировало избрание в Теннесси. Его победа считается поворотным моментом, положившим начало закату влияния Крампа в политике штата.
После того как он выиграл как праймериз, так и выборы, он сделал енотовую шапку, которую ему подарил журналист Дру Смит своим фирменным символом и носил ее во всех последующих кампаниях.
Попав в Сенат, Кефовер начал завоевывать себе имя как борец за законы о защите прав потребителей и |антимонопольное законодательство. В вопросах гражданских прав он занимал неоднозначную позицию: позже он признался, что ему было трудно принять идею расовой интеграции, и в 1960 году он до последнего выступал за разрешение перекрестного допроса чернокожих истцов в делах о праве голоса. Несмотря на это, Кефовер в целом поддерживал программу гражданских прав и последовательно поддерживал профсоюзы и другие движения, считавшиеся в то время либеральными на Юге.

### Сенат США

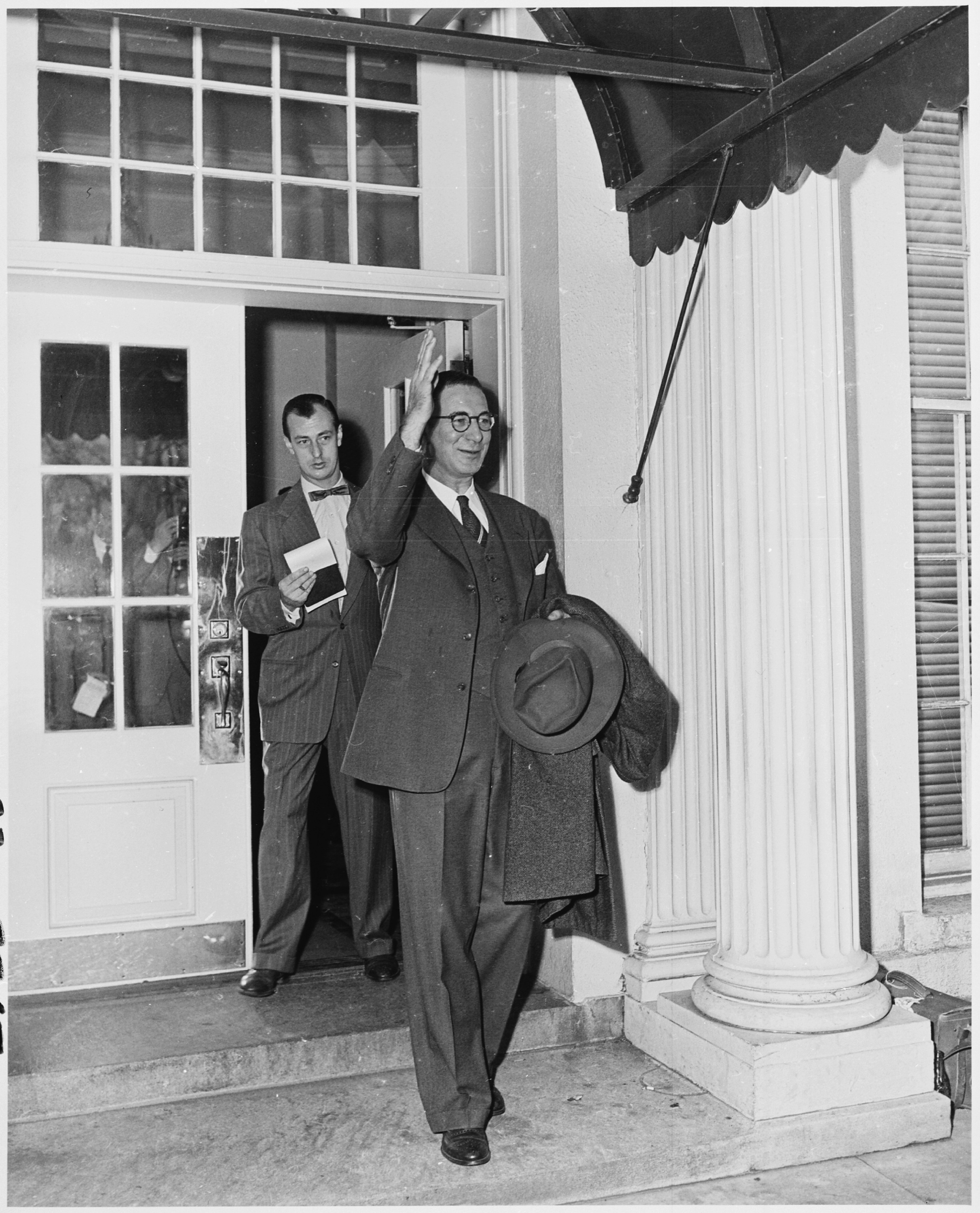
После встречи с президентом Трумэном в Белом Доме

После избрания в Сенат США в 1948 году Кефовер продвинул через Сенат Закон Селлера-Кефовера 1950 года, который внес поправки в Закон Клейтона, устранив лазейки, позволявшие корпорациям приобретать активы конкурирующих фирм. В период с 1957 по 1963 год его подкомитет Сената США по антимонопольному законодательству и монополиям исследовал концентрацию в экономике США по отраслям и опубликовал отчет, в котором раскрывались монопольные цены в сталелитейной, автомобильной, хлебопекарной и фармацевтической отраслях, также в мае 1963 года его подкомитет пришел к выводу, что в монополизированных отраслях США больше не существует реальной ценовой конкуренции, и, в том числе, рекомендовал разделить General Motors на конкурирующие компании.
Подкомитет Кефовера по антимонопольному законодательству и монополиям также провел слушания по фармацевтической промышленности в период с 1959 по 1963 год, которые привели к принятию его самого известного законодательного достижения, Поправки Кефовера-Харриса или '«Поправка об эффективности лекарств» 1962 года, после того как Кефовер выразил шок по поводу чрезмерных прибылей, которые фармацевтические компании США за счет американских потребителей. 
Некоторые из выводов, сделанных по итогам слушаний Кефовера по фармацевтической промышленности США:
- «Свидетели рассказали о конфликте интересов Американской медицинской ассоциации (чей журнал, например, получал миллионы долларов за рекламу лекарств и поэтому не хотел оспаривать заявления, сделанные в рекламе фармацевтических компаний).
- Сами фармацевтические компании, как оказалось, вели яростные рекламные кампании, направленные на продажу брендовых версий лекарств, которые в противном случае могли бы быть прописаны под общими названиями по цене значительно ниже; эта конкуренция, в свою очередь, привела к выводу на рынок новых лекарств, которые не были лучше уже существующих, но тем не менее рекламировались как революционные открытия без должного внимания к их эффективности или безопасности».[7]

В то время Управление по контролю за продуктами и лекарствами США (FDA) обладало крайне ограниченными полномочиями: оно не могло требовать доказательств эффективности лекарств или обязать производителей раскрывать информацию об их побочных эффектах. Кефовера обвинили в стремлении к чрезмерному расширению государственного регулирования, вмешательстве в профессиональную автономию врачей и угрозе прибылям фармацевтических компаний. Из-за столь яростного сопротивления со стороны промышленности, медицинского сообщества и даже части коллег-демократов казалось, что его законодательная инициатива обречена на провал.
Однако в конце 1961 года ситуация резко изменилась: врачи из Европы и Австралии опубликовали данные, связывающие эпидемию врождённых уродств (фокомелии) у новорождённых с приёмом талидомида — препарата, активно рекламировавшегося беременным женщинам как безопасное снотворное. Эта трагедия стала ключевым аргументом в поддержку реформы Кефовера.
Его взгляды ещё больше обострили отношения с партийным истеблишментом, особенно после того, как он (наряду с сенатором Альбертом Гором-старшим и лидером большинства в сенате Линдоном Джонсоном) отказался подписать «Южный манифест» 1956 года — документ, написанный против расовой интеграции в общественных местах. В сенатских кругах его открыто называли «изгоем Юга»: он был исключён из Южного кокуса (фракции южных демократов под руководством Ричарда Рассела) за оппозицию филибастеру как тактике блокирования гражданских законопроектов и недостаточную приверженность доктрине «прав штатов».
Фактически, сочетание непопулярных позиций, репутации нонконформиста и склонности к морализаторству привело к тому, что даже соратники по партии открыто называли его «самым ненавистным человеком в Конгрессе».
Парадоксально, но при всей прогрессивности взглядов Кефовер инициировал слушания против «порнографической индустрии». В фокусе его критики оказались пин-ап-модели (включая Бетти Пейдж) и журналы вроде «Playboy», которые он считал угрозой общественной морали.

#### Комитет Кефовера
В 1950 году Эстес Кефовер возглавил Специальный комитет Сената США по расследованию преступлений в межгосударственной торговле, более известный как «комитет Кефовера». Эти исторические слушания, проходившие под официальным названием «Расследование организованной преступности в межгосударственной торговле», стали первым масштабным расследованием организованной преступности на федеральном уровне.
Комитет провёл публичные слушания в 14 городах США, заслушав показания более 600 свидетелей, среди которых были:
- Криминальные авторитеты: Фрэнк Костелло (известный отказом от видеосъёмки во время допроса и демонстративным уходом), Уилли Моретти, Джо Адонис;
- Политики с разрушенной репутацией: бывший губернатор Нью-Джерси Гарольд Г. Хофман и мэр Нью-Йорка Уильям О’Дуайер.

Общественный резонанс
Слушания впервые транслировались по телевидению в эпоху, когда телевизоры только появлялись в американских домах. Это сделало Кефовера национальной знаменитостью и познакомило публику с концепцией мафии как структурированной преступной организации.
Популярность слушаний была столь высока, что в 1951 году Кефовер стал гостем шоу «What’s My Line?», где в игровой форме обсуждал работу комитета с участниками программы.
Расследование имело различные последствия:
- Поражение лидера сенатского большинства Скотта У. Лукаса. На выборах 1950 года Лукас просил Кефовера отложить расследование коррупции в полиции Чикаго, однако Кефовер отказался. Утечка документов комитета перед выборами повредила демократам в округе Кук, что способствовало победе Эверетта Дирксена и завершило 12-летнюю карьеру Лукаса в Сенате.
- Рост влияния Кефовера. Несмотря на конфликт с партийным руководством, его репутация «борца с мафией» укрепила его политический вес.

### Выборы 1952 года

На праймериз Демократической партии 1952 года Кефовер выиграл все праймериз, кроме трех, но не смог стать официальным кандидатом
Праймериз не проводились
Эстес Кефовер
Хьюберт Хамфри
Ричард Рассел-младший
Аверелл Гарриман

Главным оппонентом действующего президента Гарри Трумэна в борьбе за номинацию Демократической партии стал Эстес Кефовер — сенатор, получивший национальную известность благодаря проведённым в 1951 году телевизионным слушаниям о организованной преступности.
Среди зарегистрированных демократов Трумэн опережал Кефовера (36% против 21%),Однако среди независимых избирателей Кефовер лидировал с 36% против 18% у Трумэна. На ключевых праймериз в Нью-Гэмпшире Кефовер одержал победу (19 800 голосов против 15 927 у Трумэна), что привело к завоеванию всех восьми делегатов штата. 29 марта 1952 года, после этого поражения, Трумэн объявил об отказе от участия в выборах, что кардинально изменило расстановку сил.
С уходом действующего президента Кефовер стал основным претендентом на номинацию, выиграв большинство праймериз. Однако ключевыми соперниками оказались:
- Хьюберт Хамфри — победил в Миннесоте,
- Ричард Рассел-младший — взял праймериз во Флориде и Джорджии,
- Аверелл Гарриман — одержал победу в Западной Виргинии.

Несмотря на успехи, Кефовер столкнулся с жёстким противодействием партийных боссов: его расследования выявили связи мафии с городскими демократическими организациями, да и к тому же партийные лидеры считали его «ненадёжным» из-за независимой позиции. При этом и альтернативы Кефоверу были «проблемными»:
- Рассел — отвергнут из-за поддержки сегрегации,
- Гарриман — не имел опыта выборных должностей,
- Олбен Баркли — отвергнут т.к. слишком стар (74 года), и к тому же имел репутацию расиста с Юга, аналогично Расселу.

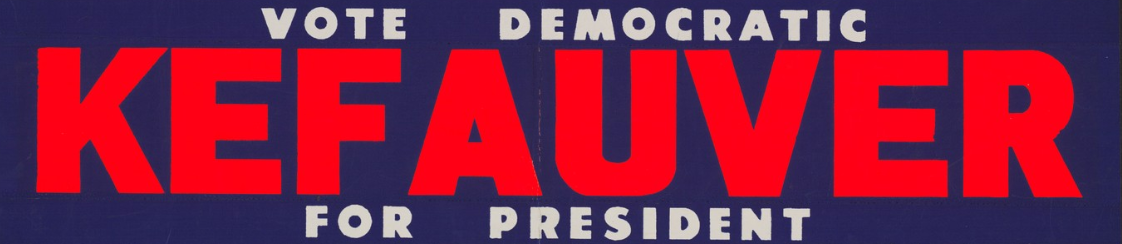
Агитационный плакат «Голосуй за Кефовера-президента!» во время праймериз 1952 года.

Ключевым «компромиссным» кандидатом стал губернатор Иллинойса Эдлай Стивенсон, который первоначально отказался от борьбы, сосредоточившись на переизбрании на должность губернатора родного Иллинойса. Его блистательная речь на съезде в Чикаго (21–26 июля 1952 года) изменила расстановку сил, воодушевив группу делегатов съезда вновь добиваться его выдвижения.
Во время голосования в первом туре Кефовер лидировал, но не набрал большинства, а уже к третьему туру Стивенсон, при поддержке Трумэна , который убедил Гарримана поддержать Стивенсона, официально был выдвинут. На должность вице-президента в паре со Стивенсоном был выбран консерватор Джон Спаркман из Алабамаы был выбран для «баланса» с либеральным Стивенсоном.
Выдвижение Стивенсона-Спаркман проиграет республиканским кандидатам Эйзенхауэру-Никсону со счетом 442-89 голосов выборщиков соответственно и разницей в почти 7 миллионов голосов избирателей, что было чуть больше 10% от их общего числа.

### Выборы 1956 года

Праймериз Демократической партии 1956 года
Праймериз не проводились
Эдлай Стивенсон
Эстес Кефовер
Фрэнк Лауше
Джон Уильям Маккормак

Результаты выборов 1956 года: Стивенсон и Кефовер проиграли в 41 штате, включая родной Теннесси Кефовера

В 1956 году Эстес Кефовер вновь вступил в борьбу за президентскую номинацию от Демократической партии. Его кампания началась с впечатляющих побед:
- Нью-Гэмпшир (13 марта): Кефовер одержал убедительную победу над Эдлаем Стивенсоном — 21 701 голос против 3 806[15].
- Миннесота (20 марта): Результат 245 885 против 186 723 в пользу Кефовера[16].
- Висконсин: Дополнительная победа укрепила его позиции.

К апрелю 1956 года многие аналитики предрекали Кефоверу повторение успеха 1952 года. Однако ситуация осложнилась т.к. Аверелл Гарриман, Губернатор Нью-Йорка, поддержанный бывшим президентом Гарри Трумэном, перетянул часть голосов и также у Стивенсона было финансовое преимущество: Его кампания собрала $2.5 млн против $500 тыс. у Кефовера, который позже будет вынужден остановить рекламу своей кандидатуры в каком либо виде вообще. Из этого следуют основные поражения Кефовера: в Орегон, Флорида, Калифорния Стивенсон взял верх благодаря поддержке партийного истеблишмента и как раз-таки в Калифорнии (5 июня) поражение было самым проблематичным (1.2 млн голосов против 700 тыс.), что вынудило Кефовера приостановить кампанию в дальнейшем.
На съезде Демократической партии в Чикаго (13–17 августа) Стивенсон был номинирован уже в первом туре но при этом впервые кандидатуру вице-президента определяли делегаты. Несмотря на предпочтение Стивенсона в пользу Джона Кеннеди, победу неожиданно одержал Кефовер.
Пара Стивенсон–Кефовер проиграла Дуайту Эйзенхауэру и Ричарду Никсону с ещё большим отрывом, чем в 1952 году.

### Дальнейшая карьера

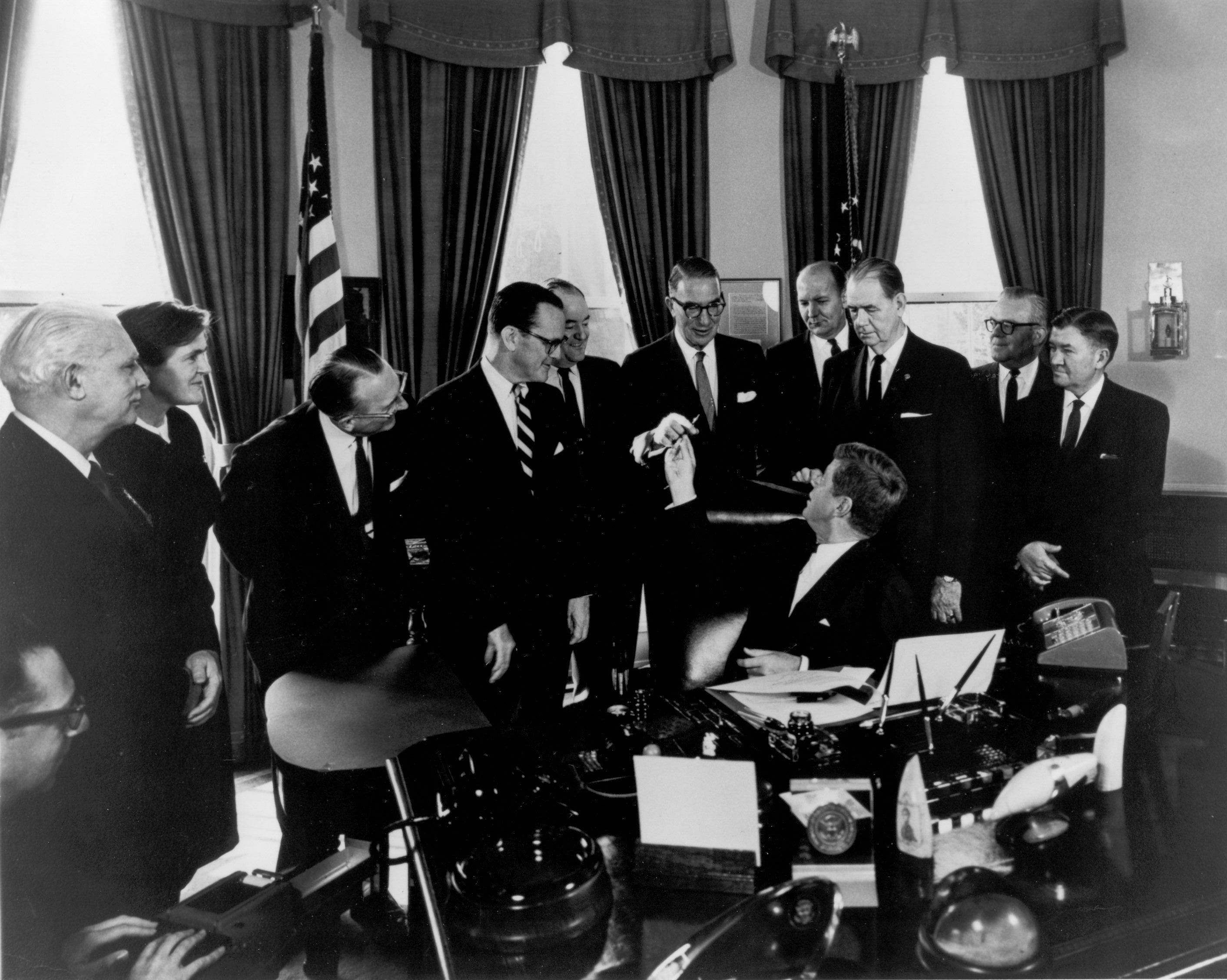
Президент Джон Ф. Кеннеди вручает сенатору Кефоверу подписную ручку после принятия Закона о контроле над наркотиками 1962 года

После поражения на выборах 1956 года Кефовер предпринял несколько шагов для восстановления своего политического имиджа, в частности предложил федеральный запрет на продажу ножей с выкидным лезвием, аргументируя это их использованием подростковыми бандами, провел эффектные слушания с демонстрацией конфискованного холодного оружия. Законопроект был отвергнут Сенатом, отчасти из-за личных противоречий с другими сенаторами.
В 1959 году он официально объявил об отказе от участия в выборах 1960 года, благодаря чему Кефовер сосредоточится на законодательной работе, достигнув своего исторического пика эффективности как сенатора.
Кампания 1960 года стала испытанием для Кефовера. Он, как уже упоминалось, отказался подписать Южный манифест (1956) и в дальнейшем поддержал Законы о гражданских правах 1957 и 1960 годов, из-за чего Кефовер столкнулся с сопротивлением все еще процветающего просегрегационного крыла своей партии. Но при этом он легко победил на праймериз над судьёй Эндрю Т. Тейлором (2:1) и громит республиканца Брэдли Фрейзера на должность сенатора от штата..
Кефовер поддержал отмену избирательного налога. Он также требовал от фармкомпаний:
- Доказывать эффективность и безопасность препаратов[33].
- Раскрывать побочные эффекты[34].
- Разрешать производство дженериков после патентов[35].

Президент Кеннеди назвал это «образцовым законодательством».

## Смерть

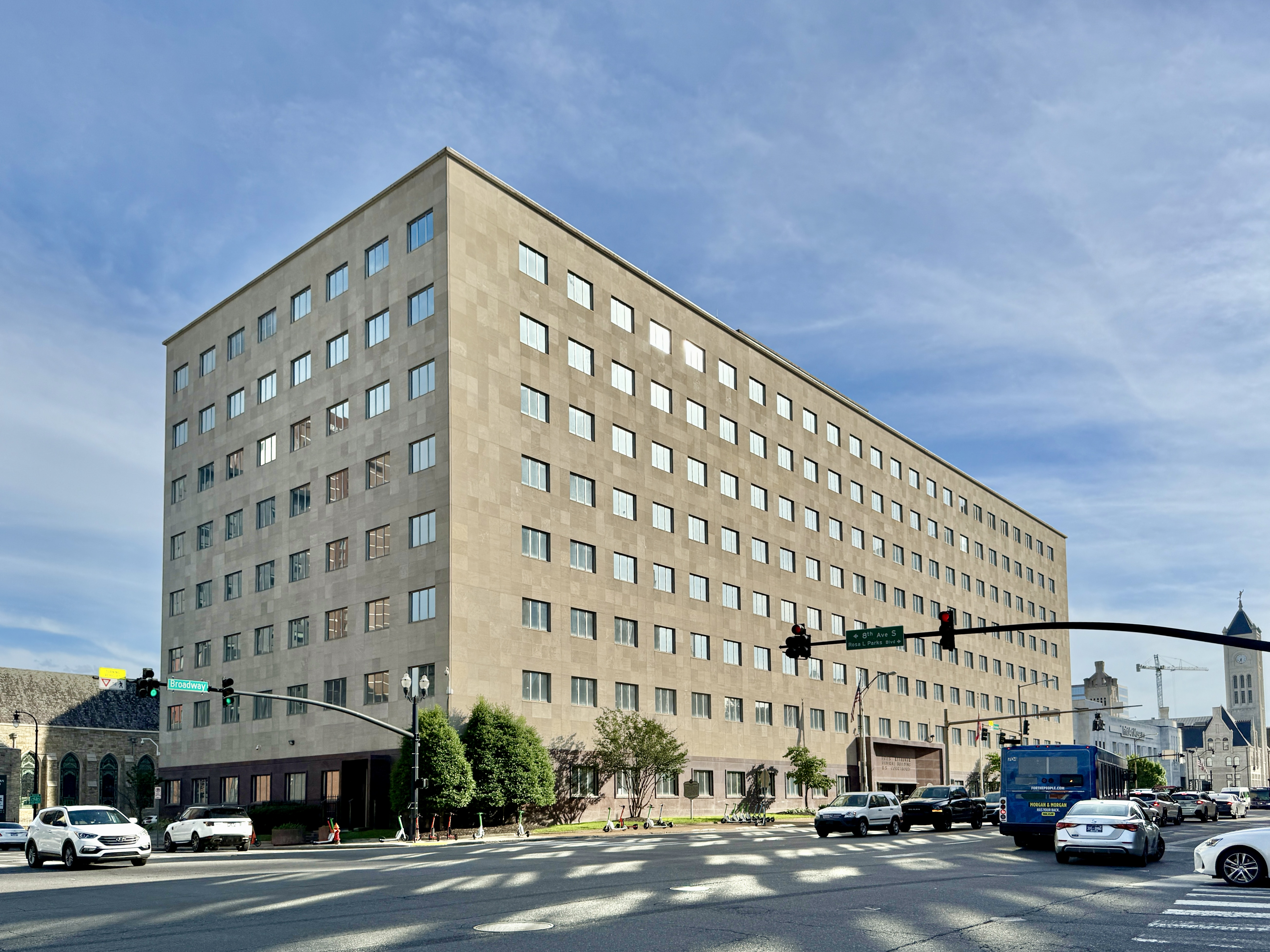
Здание Федерального суда Теннесси

8 августа 1963 года Кефовер перенес то, что было описано как «легкий» сердечный приступ на полу Сената во время попытки внести антимонопольную поправку в законопроект о финансировании NASA, которая обязывала бы компании, получающие финансовую выгоду от результатов исследований, субсидируемых NASA, возмещать NASA расходы на исследования. Через два дня после приступа Кефовер скончался во сне в Военно-морском госпитале Бетесды от разрыва аневризмы аорты. После поминок в Вашингтоне, округ Колумбия, его тело было доставлено в Первую баптистскую церковь в Мадисонвилле, где тысячи скорбящих простились с ним. Он был похоронен на семейном кладбище рядом со своим домом.
Были предположения, что Нэнси Кефовер может выдвинуть свою кандидатуру на выборах в Сенат в 1964 году на место своего покойного мужа, но она с самого начала опровергла такие предположения. Губернатор Теннесси Фрэнк Г. Клемент назначил на эту должность Герберта С. Уолтерса. В ноябре 1963 года президент Кеннеди назначил Нэнси Кефовер первым руководителем новой программы «Art in Embassies Program» — это было последнее президентское назначение Кеннеди. Г-жа Кефовер никогда не думала о повторном браке, отмечая, что у нее «был слишком идеальный брак».
Федеральный суд в Нэшвилле был переименован в Федеральное здание Эстеса Кефовера и суд США в его честь. Одна из библиотек Университета Теннесси также была названа в его честь; там хранятся его документы. Мост через плотину Пиквик в Каунсе, штат Теннесси, назван мостом Эстеса Кефовера. Один из двух городских парков в Мэдисонвилле, штат Теннесси, назван в его честь Кефовер-парк, а также район Кефовер-Хиллс.